# 準相対的内部
数学の一分野である位相空間論において、あるベクトル空間の部分集合の準相対的内部（じゅんそうたいてきないぶ、英: quasi-relative interior）とは、内部の概念を精錬したものである。具体的に、{\displaystyle X} がベクトル空間であるなら、{\displaystyle A\subseteq X} の代数的内部は
{\displaystyle \operatorname {qri} (A):=\left\{x\in A:{\overline {\operatorname {cone} }}(A-x){\text{ is a linear subspace}}\right\}\,}
で定義される。ここで {\displaystyle {\overline {\operatorname {cone} }}(\cdot )} は錐包の閉包を表す。
{\displaystyle X} がノルム線型空間で、{\displaystyle C\subset X} が有限次元凸集合であるなら、{\displaystyle \operatorname {qri} (C)=\operatorname {ri} (C)} となる。ここで {\displaystyle \operatorname {ri} } は相対的内部である。